# Trichonta crucifera
Trichonta crucifera är en tvåvingeart som beskrevs av Bragina 1994. Trichonta crucifera ingår i släktet Trichonta och familjen svampmyggor. Inga underarter finns listade i Catalogue of Life.